# Concert for Aliens
«Concert for Aliens» (с англ. — «Концерт для инопланетян») — песня американского рэпера Machine Gun Kelly. Это второй сингл с пятого студийного альбома Tickets to My Downfall. Он достиг 29 места в чарте Billboard Hot Rock Songs.

## История
Песня дебютировала вживую на телешоу Good Morning America 20 июля 2020 года. На следующий день Трэвис Баркер разместил клип в социальных сетях и подтвердил, что эта песня станет вторым синглом с грядущего пятого студийного альбома Machine Gun Kelly Tickets to My Downfall. На эту песню было выпущено несколько видеоклипов. 5 августа был выпущен анимационный видеоролик, в котором Machine Gun Kelly и Баркер пытаются убежать от пришельцев, и в конечном итоге они устроили концерт для них. Второе видео, снятое Mod Sun, было выпущено 13 августа 2020 года. В видео Machine Gun Kelly и Баркер исполняют песню перед толпой инопланетян в различных костюмах, включая ведущего игрового шоу, актёра,  моряка, эмо-подростока и стереотипного злодея. За первые три часа оно набрало 250 000 просмотров.

## Тематика песни
«Concert for Aliens» является поп-панк-песней. Несмотря на оптимистичный настрой песни и юмористическое видео, Machine Gun Kelly отметил, что песня несёт в себе более серьёзный и глубокий смысл. Она служит метафорой на хаос и гражданские беспорядки в 2020 году, а её текст намекает на конец света.

## Чарты
| Чарт (2020)                   | Высшая позиция |
| ----------------------------- | -------------- |
| US Hot Rock Songs (Billboard) | 29             |